# Ventenata subenervis
Ventenata subenervis är en gräsart som beskrevs av Pierre Edmond Boissier och Benedict Balansa. Ventenata subenervis ingår i släktet Ventenata och familjen gräs. Inga underarter finns listade i Catalogue of Life.